# Laura Blanco Guerrero
Laura Blanco Guerrero (Andújar, província de Jaén, 6 d'octubre de 1965) és un antiga ciclista de muntanya espanyola.
Va participar en els Jocs Olímpics d'Atlanta, acabant 20a a la prova de Camp a través.

## Palmarès
- 1996
  -  Campiona d'Espanya en Camp a través